# Sloup se sochou Panny Marie (Dolní Počernice)
Sloup se sochou Panny Marie v Dolních Počernicích v Praze stojí v před Úřadem městské části Praha-Dolní Počernice v parčíku mezi ulicemi Národních hrdinů a Nad Rokytkou. Je chráněn jako nemovitá kulturní památka České republiky.

## Historie
Pískovcový sloup byl vztyčen roku 1813 ve východní části obce u křižovatky ulic Českobrodská a U Konečné, při vjezdu do obce na parcele č. 663 (v místech památníku Milénia).
V první polovině 60. let 20. století byl sloup při dopravní nehodě poničen a socha umístěná v malé skříňce zcela zničena. Josef Čihák z Dolních Počernic sokl s nápisem a dřík sloupu restauroval a doplnil soškou Panny Marie, kterou získal z lapidária Národního památkového ústavu (socha z Králík–Hedče). Sloup byl poté se souhlasem úřadů přemístěn do soukromé zahrady rodiny Čihákových v ulici Podkrkonošská 457.
V roce 2017 byl sloup opraven a přemístěn na pozemek parc. č. 378 k Úřadu MČ Praha-Dolní Počernice v ulici Národních hrdinů mezi č.p. 10 a č.p. 11. Slavnostní odhalení se uskutečnilo 30. května. 2017.

## Popis
Sloup je hladký, ve spodní třetině mírně rozšířený. Stojí na hranolovém soklu s nápisem: „Tento obraz k pobožnému uctění mariánským horlivcům a ctitelům postavila svým nákladem paní Anna Hostálová 1813.“ Hlavice sloupu má čtyři drobné voluty, ve kterých byla původně umístěna prosklená plechová skříňka s polychromovanou sochou Marie s dítětem (zničeno). Na místě této sochy je umístěna pískovcová socha Immaculáty pocházející z Králík-Hedče.